# 戸田雄三
戸田 雄三（とだ ゆうぞう、1946年7月21日 - 2022年12月27日）は、日本の実業家。前富士フイルムホールディングス取締役最高技術責任者兼富士フイルム取締役副社長最高技術責任者。初代再生医療イノベーションフォーラム会長。戸田研究所代表取締役、藤田医科大学教授。東京生まれ。

## 経歴・人物
- 1971年-千葉大学工学部卒業（広橋亮に師事）[3]
- 1973年-千葉大学大学院工学研究科写真工学科修士課程修了、富士写真フイルム入社（現:富士フイルム）[4]
- 1993年-Fuji Photo Film B.V（オランダ）研究所長[5]
- 2004年-富士フイルム執行役員 ライフサイエンス研究所長
- 2006年-同社取締役執行役員 ライフサイエンス事業部長
- 2008年-同社取締役[5]
- 2009年-同社取締役・常務執行役員、富士フイルムホールディングス株式会社取締役[5]
- 2011年-再生医療イノベーションフォーラム代表理事・会長（初代）[6]
- 2015年-富士フイルム株式会社取締役専務執行役員[5]
- 2016年-富士フイルムホールディングス株式会社取締役・CTO、富士フイルム株式会社取締役副社長・CTO[5]
- 2017年-アニコム ホールディングス取締役[5]
- 2000年以降の経営改革において、フィルム以外の様々な分野に進出した際に、中心的役割を担った。[7]
- 2022年12月27日、死去[8]。76歳没。